# Rohrendorf bei Krems
Rohrendorf bei Krems là một thị xã thuộc huyện Krems-Land trong bang Niederösterreich.